# 元語言
廣義來說，元語言是指討論或研究語言本身時所使用的語言或符號。在邏輯和語言學裡，元語言是用來對其他語言（對象語言）的句子形成另一個句子的語言。元語言通常會用斜體字、引號或寫在單獨一行裡來和對象語言相區別。

## 元語言的類型
存在幾種被承認的元語言，包括「內嵌」、「有序」和「巢狀」等。

### 內嵌元語言
內嵌元語言是一個形式地、自然地且牢固地固定在一個對象語言之中的語言。此一想法出現於侯世達所著《哥德爾、埃舍爾、巴赫》之中。侯世達在書中討論了形式語言和數論之間的關係：「數論的任何形式化都自然會有個元語言內嵌在其中」。
這也出現在自然或非形式語言之中，如在英語裡，形容詞、副詞和所有格代名詞會構成一個內嵌元語言；名詞、動詞，有時還有形容詞和副詞則會構成一個對象語言。因此，片語「red barn」中的形容詞「red」即是英語的內嵌元語言中的一個詞；名詞「barn」則是對象語言中的一個詞。在片語「slowly running」中，動詞「running」是對象語言中的一個詞；而副詞「slowly」則是內嵌元語言中的一個詞。

### 有序元語言
有序元語言可類比於有序邏輯。舉例來說，有序元語言是建構一個元語言來討論一個對象語言，接著再生成另一個元語言來討論前者。

### 巢狀元語言
巢狀元語言和有序元語言相似，每一階層都會代表更大程度的抽象化。不過，巢狀元語言和有序元語言之間也有不同的處，前者的上層元語言會包括下層的元語言。巢狀元語言的範式例子來自於生物學中的生物分類法。此系統中的每一層都由下一層所組成。用於討論屬的語言也可以用來討論物種；用來討論科的語言也可以用來討論屬；以此類推，直到界、域都是如此。

## 元語言的類別
有几个实体经常在元语言中出现。逻辑上，元语言所讨论的对象语言一般是形式语言，而且常常这门元语言自身也是形式语言。

### 演繹系統
形式系統的演繹系統是由公理（或公理模式）和推理規則所組成的，可用來推導系統中的定理。

### 元變數
元變數是指元語言中的一個或一組符號，可用來代表對象語言中的一個或一組符號。例如，在句子：
令A和B為形式語言{\displaystyle {\mathcal {L}}}中的任意公式。
符號A和B不是對象語言{\displaystyle {\mathcal {L}}}中的符號，而是用於討論對象語言{\displaystyle {\mathcal {L}}}的元語言中的元變數。

### 解釋
解釋是指對語言中的符號和文字賦予上意義。

## 另見
- 範疇論
- Conduit metaphor（英语：Conduit metaphor）
- 面向語言的程序設計
- 後設倫理學
- 後設小說
- 後設電影
- Hypergraphy（英语：Hypergraphy）
- 元語言抽象（英语：Metalinguistic abstraction）
- Metalocutionary act（英语：Metalocutionary act）
- 元哲學
- 元編程
- 自然後設語義
- 副語言學
- 自指
- 使用-提及區別

## 辭典
- Audi, R. 1996. The Cambridge Dictionary of Philosophy. Cambridge: Cambridge University Press.
- Baldick, C. 1996. Oxford Concise Dictionary of Literary Terms. Oxford: Oxford University Press.
- Cuddon, J. A. 1999. The Penguin Dictionary of Literary Terms and Literary Theory. London: Penguin Books.
- Honderich, T. 1995. The Oxford Companion to Philosophy. Oxford: Oxford University Press.
- Matthews, P. H. 1997. The Concise Oxford Dictionary of Linguistics. Oxford: Oxford University Press. ISBN 978-0-19-280008-4
- McArthur, T. 1996. The Concise Oxford Companion to the English Language. Oxford: Oxford University Press.

## 外部結連
- Metalanguage （页面存档备份，存于）, Principia Cybernetica
- Willard McCarty (submitted 2006) Problematic Metaphors （页面存档备份，存于）, Humanist Discussion Group, Vol. 20, No. 92.